# Indeks bispektralny

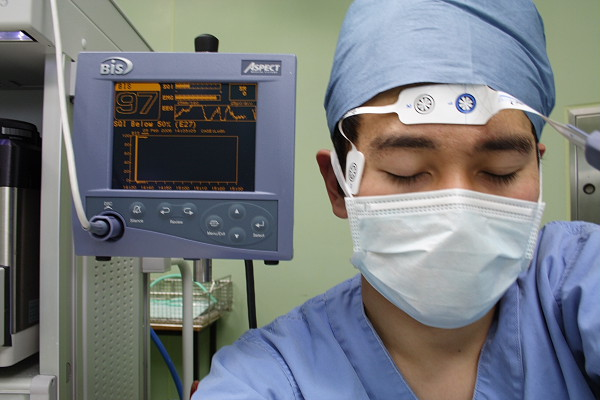
czujnik BIS

Monitorowanie BIS

Indeks bispektralny (BIS z ang. bispectral index) – parametr stosowany w anestezjologii i intensywnej terapii, powstały z przetworzonego elektronicznie elektroencefalogramu na wartość liczbową z zakresu 0–100, pozwalający ocenić głębokość znieczulenia ogólnego.
Uzyskana wartość oddaje głębokość znieczulenia lub sedacji, niezależnie od użytych środków farmakologicznych. 
Wartości BIS zawierają się w przedziale od 0 do 100 (gdzie 100 oznacza pełną świadomość, a 0 brak aktywności mózgu). BIS w zakresie:
- 90–100 – osoby w pełni przytomne
- 70–90 – osoby znajdujące się pod wpływem sedacji
- 40–60 – głębokie zniesienie świadomości
- <40 – zbyt głęboka depresja ośrodkowego układu nerwowego

## Technika
Pomiary BIS odbywają się za pomocą czujnika umieszczonego na czole pacjenta, który konwertuje zapis aktywności elektrycznej mózgu na pojedynczy parametr BIS. Pomiary te są odporne na zakłócenia powodowane przez aparaturę elektrochirurgiczną.

Przeczytaj ostrzeżenie dotyczące informacji medycznych i pokrewnych zamieszczonych w Wikipedii.